# Fonts baptismaux de Chavenay
Les fonts baptismaux de l'église Saint-Pierre à Chavenay, une commune du département des Yvelines dans la région Île-de-France en France, sont créés au XIIIe siècle. Les fonts baptismaux en calcaire sont classés monuments historiques au titre d'objet le 4 décembre 1914.
Les fonts sont taillés dans un seul bloc. Le décor sculpté, composé de motifs végétaux est fréquent dans les Yvelines. Il porte encore des traces de polychromie.